# Estádio Machadão
Estádio Machadão (oficjalna nazwa Estádio Dr. João Cláudio Vasconcelos Machado) – wielofunkcyjny stadion w Natal, Rio Grande do Norte, Brazylia, na którym swoje mecze rozgrywa klub América Futebol Clube de Natal i Alecrim Futebol Clube.
Swoją nazwę zawdzięcza João Cláudio Vasconcelos Machado, który był prezydentem okręgowego związku piłki nożnej stanu Rio Grande do Norte.
Strzelcem pierwszej bramki na stadionie był Willian, zawodnik ABC w meczu inauguracyjnym.
Początkowo pojemność stadionu wynosiła 52,000, jednakże ze względów bezpieczeństwa została zredukowana do 28,000. Jednak po przebudowie w 2007 roku wzrosła do 35,000.
Pierwszy mecz po przebudowie odbył się 13 maja, spotkaniem pomiędzy América Natal a Vasco, zakończonym zwycięstwem gości 1:0.